# CONMEBOL Beach Soccer Championship 2006
Il Campionato sudamericano di beach soccer 2006 è la 1ª edizione di questo torneo.

## Squadre partecipanti
Di seguito le 6 squadre partecipanti.
- Brasile
- Argentina
- Paraguay

- Venezuela
- Uruguay
- Perù

## Fase a girone
| Team      | G | V | V+ | P | GF | GS | +/- | P  |
| --------- | - | - | -- | - | -- | -- | --- | -- |
| Brasile   | 5 | 5 | 0  | 0 | 47 | 12 | +35 | 15 |
| Argentina | 5 | 4 | 0  | 1 | 20 | 14 | +6  | 12 |
| Uruguay   | 5 | 1 | 2  | 2 | 16 | 19 | -3  | 7  |
| Venezuela | 5 | 1 | 1  | 3 | 15 | 30 | -15 | 5  |
| Paraguay  | 5 | 1 | 0  | 4 | 20 | 24 | -4  | 3  |
| Perù      | 5 | 0 | 0  | 5 | 7  | 25 | -18 | 0  |

| Squadra 1 | Risultato     | Squadra 2 |
| --------- | ------------- | --------- |
| Uruguay   | 6-5 dts       | Paraguay  |
| Argentina | 4-2           | Perù      |
| Brasile   | 15-2          | Venezuela |
| Uruguay   | 2-2 (1-0 dcr) | Perù      |
| Argentina | 6-3           | Venezuela |
| Brasile   | 9-5           | Paraguay  |
| Venezuela | 4-4 (4-3 dcr) | Paraguay  |
| Argentina | 4-1           | Uruguay   |
| Brasile   | 11-0          | Perù      |
| Paraguay  | 4-1           | Perù      |
| Uruguay   | 3-2           | Venezuela |
| Brasile   | 6-1           | Argentina |
| Argentina | 5-2           | Paraguay  |
| Venezuela | 4-2           | Perù      |
| Brasile   | 6-4           | Uruguay   |

## Finali

### Semifinali
| Squadra 1 | Risultato | Squadra 2 |
| --------- | --------- | --------- |
| Uruguay   | 5-4 dts   | Argentina |
| Brasile   | 15-1      | Venezuela |

### Finali

#### 3º-4º posto
| Squadra 1 | Risultato | Squadra 2 |
| --------- | --------- | --------- |
| Argentina | 2-0       | Venezuela |

#### Finale
| Squadra 1 | Risultato | Squadra 2 |
| --------- | --------- | --------- |
| Brasile   | 9-2       | Uruguay   |

## Classifica Finale
Queste le posizioni nel dettaglio.
| Pos | Team      |
| --- | --------- |
| 1   | Brasile   |
| 2   | Uruguay   |
| 3   | Argentina |
| 4   | Venezuela |
| 5   | Paraguay  |
| 6   | Perù      |